# 香菜大屠殺
香菜大屠殺（西班牙語：Masacre del Perejil），1937年10月發生於多明尼加、針對邊境地區海地人的種族滅絕事件，多明尼加稱呼此次屠殺事件為大斬殺（西班牙語：El Corte），海地人則稱之為持刀伤人（海地克里奧爾語：Kout kouto-a）。多明尼加共和國總統拉斐爾·特魯希略為反海地者，他認為海地人在種族、文化上較為低等，遷移至多明尼加的海地人可能對多明尼加的經濟與社會造成危害，因而下令全國軍隊對居住在邊界的海地人民展開屠殺行動:161，在五天內造成超過20,000名海地人死亡，甚至有紀錄兒童被拋上空中再被刺刀刺穿，幾乎所有邊界地帶的海地人都被殺害或逃出多明尼加:630。
香菜大屠殺的名稱由來是因為多明尼加軍隊為了區分使用西班牙語的多明尼加人，與使用法語的海地人，而採用的一個口令。多明尼克軍人手上會拿著一把香芹（西班牙語：Perejil），如果對方不能以西班牙語清楚的發音說出，就會被認定是海地人而加以殺害。使用法語與海地克里奧爾語的人，在發r音時，採用濁小舌擦音，因此很難清楚發出西班牙語r的齒齦閃音與齒齦顫音。後來英文媒體也常使用香菜大屠殺（英語：Parsley Massacre）一詞，但多數學者認為此說法為虛構，並無生還者提到屠殺中有使用香芹的情形。在多明尼加共和國中，稱呼這次屠殺為大斬殺（西班牙語：El Corte），因為許多多明尼加軍隊是以大砍刀來殺害海地人，較少使用槍枝。
事後特魯希略加緊開發邊境地區:623，並限制每年海地移民的配額，並仍持續迫害、遣返海地移民。最後美國總統富兰克林·罗斯福與海地總統斯泰尼奥·樊尚要求多明尼加支付75萬美元賠款，多明尼加支付了52萬5000美元（約當於2023年的11127083.33美元），但多數為海地腐敗的官僚系統所獲，生還者每人僅得到2美分的賠償(是向海地政府賠償不是受害人家屬賠償)。